# Жаркен (озеро)
Жаркен (каз. Жаркен) — пересыхающее озеро в Тимирязевском районе Северо-Казахстанской области Казахстана. Находится в 1 км к западу от села Жаркен и примерно в 14 км к юго-востоку от села Есперлы.
По данным топографической съёмки 1940-х годов, площадь поверхности озера составляет 6,77 км². Наибольшая длина озера — 3,5 км, наибольшая ширина — 2,3 км. Длина береговой линии составляет 16,4 км, развитие береговой линии — 1,77. Озеро расположено на высоте 160,3 м над уровнем моря.
Озеро входит в перечень рыбохозяйственных водоёмов местного значения. Имеется озёрно-товарное рыбоводное хозяйство.